# Al-Hadżara
Al-Hadżara (arab. الحجرة) − miejscowość w zachodnim Jemenie, w muhafazie Sana.